# El robo del siglo (serie de televisión)
El robo del siglo (estilizado como EL ROBO DEL $IGLO) es una serie web colombiana de drama, thriller y suspenso producida por Dynamo para Netflix.
Está protagonizada por Andrés Parra, Juan Sebastián Calero, Christian Tappan y Carlos Mariño, quienes habían trabajado en 2012 en las grabaciones de Escobar, el patrón del mal.
Se trata de contar la historia al  Asalto al Banco de la República en Valledupar en 1994.
El tráiler de la serie se lanzó el 27 de julio de 2020. Fue estrenada el 14 de agosto de 2020.

## Sinopsis
En 1994, un equipo de ladrones planea un atraco ambicioso para robar millones del Banco de la República de Colombia. Inspirado en hechos reales.

## Reparto
- Andrés Parra como Roberto Lozano "Chayo"
- Christian Tappan como Jairo Molina "El Abogado"
- Marcela Benjumea  como "Doña K"[4]
- Juan Sebastián Calero como "El Sardino"
- Waldo Urrego como Gabriel Herrera "El Dragón"
- Rodrigo Jerez como Richard Reina "Estiven"
- Juan Pablo Barragán como Teniente Monroy
- Johan Mauricio Rivera Zumaqué como Yidi
- Katherine Vélez como Romy
- Paula Castaño como Cármen
- Pedro Suárez como "Goliath"
- Édgar Vittorino como Maguiver
- Ramsés Ramos como Ulises
- Matías Maldonado como Marco Emilio Zabala (Gerente del Banco)
- Carlos Mariño como Fiscal Paredes
- Álvaro García como Kike
- Juan Ángel como Iregui
- Luis Carlos Fuquen como Ramiro Nuñez (Burócrata)

## Premios y nominaciones
| Año  | Organización           | Categoría                                                              | Nominado/a (s)                                                | Resultado | Ref(s) |
| ---- | ---------------------- | ---------------------------------------------------------------------- | ------------------------------------------------------------- | --------- | ------ |
| 2020 | Premios Produ          | Mejor miniserie                                                        | El robo del siglo                                             | Nominada  | [ 5 ]  |
| 2020 | Premios Produ          | Mejor actriz de reparto                                                | Katherine Vélez                                               | Nominada  | [ 5 ]  |
| 2021 | Premios India Catalina | Mejor serie o miniserie                                                | El robo del siglo                                             | Ganadora  | [ 6 ]  |
| 2021 | Premios India Catalina | Mejor actor protagónico de telenovela, serie o miniserie               | Andrés Parra                                                  | Ganador   | [ 6 ]  |
| 2021 | Premios India Catalina | Mejor actor protagónico de telenovela, serie o miniserie               | Christian Tappan                                              | Nominado  | [ 6 ]  |
| 2021 | Premios India Catalina | Mejor actriz protagónica de telenovela, serie o miniserie              | Marcela Benjumea                                              | Nominada  | [ 6 ]  |
| 2021 | Premios India Catalina | Mejor actor de reparto de telenovela, serie o miniserie                | Juan Sebastián Calero                                         | Nominado  | [ 6 ]  |
| 2021 | Premios India Catalina | Mejor actor de reparto de telenovela, serie o miniserie                | Waldo Urrego                                                  | Nominado  | [ 6 ]  |
| 2021 | Premios India Catalina | Mejor actriz de reparto de telenovela, serie o miniserie               | Katherine Vélez                                               | Nominada  | [ 6 ]  |
| 2021 | Premios India Catalina | Mejor dirección de telenovela, serie o miniserie                       | Laura Mora                                                    | Nominada  | [ 6 ]  |
| 2021 | Premios India Catalina | Mejor libreto de telenovela, serie o miniserie (original o adaptación) | Camilo Prince, Pablo González, Natalia Santa, Nicolás Serrano | Nominados | [ 6 ]  |
| 2021 | Premios India Catalina | Mejor director o directora de arte                                     | Yasmín Gutiérrez                                              | Nominada  | [ 6 ]  |
| 2021 | Premios India Catalina | Mejor fotógrafo                                                        | Paulo Pérez                                                   | Nominado  | [ 6 ]  |
| 2021 | Premios India Catalina | Mejor editor                                                           | Andrés Porras                                                 | Ganador   | [ 6 ]  |